# 이건 피어슨
이건 샤프 피어슨(영어: Egon Sharpe Pearson, 1895–1980)은 영국의 통계학자이며, 칼 피어슨의 아들이다.

## 생애
1895년 8월 11일 런던 햄프스티드에서 태어났다. 외동아들이었으며, 아버지 칼 피어슨은 유명한 통계학자였다.
케임브리지 대학교 트리니티 칼리지(영어: Trinity College)에 입학하였고, 이후 아버지를 이어 유니버시티 칼리지 런던의 통계학과 교수가 되었다. 1955년부터 1956까지 왕립통계학회 회장을 맡았다.
1980년 6월 2일 웨스트서식스주 미드허스트(영어: Midhurst)에서 사망하였다.